# Понсати, Клара
Клара Понсати́-и-Обио́лс (кат. Clara Ponsatí i Obiols; род. 19 марта 1957, Барселона) — испанский экономист, член Каталонской национальной ассамблеи, советник по вопросам образования в правительстве Каталонии в 2016—2017 годах.

## Биография
Клара Понсати родилась в семье Хосе Марии Понсати-и-Капдевила и Монсеррат Обиолс-и-Жерма. Окончила экономический факультет Барселонского университета в 1980 году. Получила MBA в области экономики в Барселонском автономном университете в 1982 году и докторскую степень в 1988 году в Миннесотском университете, где проработала несколько лет на преподавательской должности. Придерживается либеральных взглядов, является специалистом в теории игр и общественного хозяйства, особо в области переговоров и голосования. Понсати работала на должности преподавателя-исследователя в Институте экономического анализа при Высшем совете по научным исследованиям и являлась его директором в 2006—2012 годах. Являлась приглашённым профессором в университетах Торонто, Сан-Диего и Джорджтауна.
В 2013 году Понсати обжаловала решение министерства воспитания, культуры и спорта не продлевать её контракт приглашённого профессора на кафедре Принца Астурийского в Джорджтаунском университет за её политические взгляды в поддержку права на самоопределение. Министр иностранных дел Испании Хосе Мануэль Гарсия-Маргальо высказался по поводу взглядов Понсати, что кафедра за рубежом не должна служить «базой для поощрения сецессионных процессов, противоречащих Конституции», и что пока он является министром, такого не произойдёт ни в одном испанском представительстве".
С января 2016 года Понсати возглавляла Школу экономик и финансов в Сент-Эндрюсском университете. С середины 2016 года Понсати являлась членом национального секретариата Каталонской национальной ассамблеи, а также входила в штат Института экономического анализа Барселонского автономного университета.
7 сентября 2017 года прокуратура Верховного суда Каталонии начала в отношении Клары Понсати следствие по подозрению в злоупотреблениях должностью, неподчинении решениям Конституционного суда и нецелевом использовании государственного имущества. Клара Понсати вместе с другими членами правительства Каталонии подписала декрет автономного сообщества о созыве референдума о незаконном самоопределении.
На парламентских выборах в Каталонии 21 декабря 2017 года Клара Понсати была избрана депутатом Парламента Каталонии от «Вместе за Каталонию». В январе 2018 года отказалась от мандата депутата.

## Труды
- Multiple-issue bargaining and axiomatic solutions; Clara Ponsati; Joel Watson; Pub.: University of California, San Diego. Department of Economics;(Calif.
- L’endemà; Clara Ponsati & altri; Pub.: [Barcelona] Massa d’Or Produccions Coroporació Catalana de Mitjans Audiovisuals D.L. 2014
- Von Neumann i la teoría de jocs; Ponsatí, Clara; Pub.: 2010-03-11T09:25:00Z 2010-03-11T09:25:00Z 2010-02-24
- Mediation is necessary for efficient bargaining; Clara Ponsati Obiols; József Sákovics; Universitat Autònoma de Barcelona Departament d’Economia i d’Història Econòmica; Pub.: Barcelona Universitat Autònoma de Barcelona, Departament d’Economia i d’Història Econòmica 1992.
- El Finançament de les comunitats autònomes: comparació internacional; Clara Ponsati Obiols; Institut d’Anàlisi Econòmica.; Universitat Autònoma de Barcelona- 1990.
- «Search and Bargaining in Large Markets With Homogeneous Traders.» Contributions in Theoretical Economics, v4 n1 (2004/2/9). Pub.: Walter de Gruyter eJournals
- «La financiación de la Comunidades autónomas: comparación internacional.» Revista de economía publica, 1991, 12, pp. 65-10